# Пушкарёв, Алексей Сергеевич
Алексей Сергеевич Пушкарёв (род. 4 ноября 1986, станица Старонижестеблиевская (по другим данным — хутор Крупской), Красноармейский район, Краснодарский край, Россия) — российский бобслеист (ранее — саночник), разгоняющий в составе сборной России с 2012 года, участник Олимпийских игр в Сочи 2014 года. Серебряный призёр чемпионата мира среди юниоров (2012 — двойка). Серебряный призёр Кубка России (2013 — четвёрка). Мастер спорта России международного класса.
Выступает за региона Краснодарский край, Воронежская область и за клуб ВФСО «Динамо».
Первый тренер — физрук школы Александр Свиридонович Шепель. 1-й тренер в бобслее  — Михальченко М. В. В настоящее время тренируется у Мвртианова Е.В.

## Образование
СОШ № 14 хутора Крупской, краснодарский монтажный техникум (юрист), студент Краснодарского государственного университета физической культуры, спорта и туризма.

## Спортивная биография
Школьником занимался лёгкой атлетикой, бегал на спринтерские дистанции, дорос до звания мастера спорта, выиграл чемпионат России в эстафете и серебро первенства ЮФО в беге на сто метров.

## Дисквалификация
29 ноября 2017 года решением Международного олимпийского комитета за нарушение антидопинговых правил были аннулированы результаты, полученные Пушкарёвым на Олимпийских игр 2014 года в Сочи, и он был пожизненно отстранен от участия в Олимпийских играх.